# Nuoto ai XVII Giochi del Mediterraneo - 50 metri stile libero maschili
Le gare di nuoto nella categoria 50 metri stile libero maschili si sono tenute il 22 giugno 2013 al Yeni Olimpik Yüzme Havuzu di Mersin.

## Calendario
Fuso orario EET (UTC+3).
| Data      | Ora   | Turno    |
| --------- | ----- | -------- |
| 22 giugno | 9:30  | Batterie |
| 22 giugno | 18:00 | Finale   |

## Risultati
Le 13 atlete vengono inquadrate in due batterie rispettivamente da 6, 5 e 7 nuotatori ciascuna. Si qualificano alla finale i primi otto tempi.

### Batterie
| Pos. | Nome                     | Nazione | Tempo | Batt. | Corsia | Note |
| ---- | ------------------------ | ------- | ----- | ----- | ------ | ---- |
| 1    | Marco Orsi               | Italia  | 22"61 | 2     | 4      | Q    |
| 2    | Oussama Sahnoune         | Algeria | 22"65 | 3     | 3      | Q    |
| 3    | Kristian Gkolomeev       | Grecia  | 22"67 | 1     | 4      | Q    |
| 4    | Doğa Çelik               | Turchia | 22"71 | 1     | 6      | Q    |
| 5    | Luca Dotto               | Italia  | 22"82 | 3     | 4      | Q    |
| 6    | Boris Stojanović         | Serbia  | 22"88 | 2     | 6      | Q    |
| 7    | Kemal Arda Gürdal        | Turchia | 22"90 | 1     | 3      | Q    |
| 8    | Shehab Younis            | Egitto  | 22"92 | 1     | 5      | Q    |
| 9    | Odyssefs Meladinis       | Grecia  | 23"03 | 3     | 5      |      |
| 10   | Markel Alberdi Sarobe    | Spagna  | 23"17 | 3     | 6      |      |
| 11   | Aitor Martínez Rodríguez | Spagna  | 23"33 | 2     | 5      |      |
| 12   | Velimir Stjepanović      | Serbia  | 23"44 | 2     | 2      |      |
| 13   | Adham Abdelmegid         | Egitto  | 23"76 | 3     | 2      |      |
| 14   | Omiros Zagkas            | Cipro   | 23"90 | 1     | 2      |      |
| 15   | Mehdi El Hazzaz          | Marocco | 24"34 | 3     | 7      |      |
| 16   | Adam Allouche            | Libano  | 24"37 | 2     | 7      |      |
| 17   | Donaldo Dervishi         | Albania | 26"51 | 1     | 7      |      |
| 18   | Yousef Abdusalam         | Libia   | 28"25 | 3     | 1      |      |

### Finale
| Pos. | Atleta             | Nazionalità | Tempo | Corsia |
| ---- | ------------------ | ----------- | ----- | ------ |
|      | Marco Orsi         | Italia      | 22"15 | 4      |
|      | Luca Dotto         | Italia      | 22"20 | 2      |
|      | Kristian Gkolomeev | Grecia      | 22"35 | 3      |
| 4    | Oussama Sahnoune   | Algeria     | 22"71 | 5      |
| 5    | Kemal Arda Gürdal  | Turchia     | 22"82 | 1      |
| 6    | Shehab Younis      | Egitto      | 22"92 | 8      |
| 7    | Doğa Çelik         | Turchia     | 22"94 | 6      |
| 8    | Boris Stojanović   | Serbia      | 23"01 | 7      |